# Biferno (Wein)
Biferno DOC sind trockene Rot-, Rosé- und Weißweine aus der italienischen Provinz Campobasso (Region Molise). Die Weine besitzen seit 1983 eine „kontrollierte Herkunftsbezeichnung“ (Denominazione di origine controllata – DOC), die zuletzt am 7. März 2014 aktualisiert wurde.

## Anbau
Der Anbau und die Vinifikation der Weine ist in folgenden Gemeinden gestattet:
Acquaviva Collecroce, Campobasso, Campodipietra, Campomarino, Castelbottaccio, Castellino del Biferno, Colletorto, Ferrazzano, Gambatesa, Guardialfiera, Guglionesi, Larino, Limosano, Lucito, Lupara, Macchia Valfortore, Mirabello Sannitico, Mafalda, Montagano, Montecilfone, Montefalcone nel Sannio, Montelongo, Montemitro, Montenero di Bisaccia, Montorio nei Frentani, Palata, Petacciato, Petrella Tifernina, Pietracatella, Portocannone, Rotello, Santa Croce di Magliano, San Felice del Molise, San Giacomo degli Schiavoni, San Giovanni in Galdo, San Giuliano di Puglia, San Martino in Pensilis, Tavenna, Termoli, Toro, Tufara und Ururi – alle in der Provinz Campobasso.
Die Rebflächen befinden sich in den Hügellagen auf einer Höhe von maximal 500 bis 600 m ü. NN.
Für das Jahr 2016 wurden keine Angaben mehr zu Rebflächen und Erntemengen gemacht.

## Erzeugung
Laut Denomination sind folgende Weintypen (mit einer vorgeschriebenen Rebsorten-Zusammensetzung) möglich:
- Biferno rosso (auch als „Riserva“ und „Superiore“) und Biferno rosato: Beide Weintypen müssen mindestens 70 % und höchstens 80 % Montepulciano enthalten. Weiterhin müssen 10–20 % Aglianico verwendet werden. Höchstens 20 % andere rote Rebsorten, die für den Anbau in der Region Molise zugelassen sind, dürfen zugesetzt werden.
- Biferno bianco: Muss zu mindestens 70 % und höchstens 80 % aus Trebbiano Toscano bestehen. Höchstens 20–30 % andere weiße Rebsorten, die für den Anbau in der Region Molise zugelassen sind, dürfen zugesetzt werden.

## Beschreibung
Laut Denomination (Auszug):

### Biferno rosso
- Farbe: mehr oder weniger intensives rubinrot – mit zunehmender Reife granatrote Reflexe
- Geruch: angenehm, charakteristisch, mit ätherischem Duft bei zunehmender Reife
- Geschmack: trocken, harmonisch, samtig, leicht tanninhaltig
- Alkoholgehalt: mindestens 11,5 Vol.-%, bei „Superiore“ mind. 12,5 Vol.-%, bei „Riserva“ mind. 13 Vol.-%
- Säuregehalt: mind. 4,5 g/l
- Trockenextrakt: mind. 22,0 g/l, bei „Superiore“ mind. 23 g/l, bei „Riserva“ mind. 24 g/l

### Biferno bianco
- Farbe: strohfarben, mehr oder weniger intensiv, mit grünlichen Reflexen
- Geruch: angenehm, zart, leicht aromatisch
- Geschmack: trocken, harmonisch
- Alkoholgehalt: mindestens 10,5 Vol.-%
- Säuregehalt: mind. 5,0 g/l
- Trockenextrakt: mind. 16,0 g/l